# 10675 Kharlamov
10675 Kharlamov este un asteroid din centura principală de asteroizi.

## Descriere
10675 Kharlamov este un asteroid din centura principală de asteroizi. A fost descoperit pe 1 noiembrie 1978 la Observatorul de Astrofizică din Crimeea de Liudmila Juravliova. Asteroidul prezintă o orbită caracterizată de o semiaxă mare de 2,38 ua, o excentricitate de 0,21 și o înclinație de 3,2° în raport cu ecliptica.